# دانیل برول
دانیل برول  (به انگلیسی: Daniel Brühl؛ زادهٔ ۱۶ ژوئن ۱۹۷۸) بازیگر آلمانی-اسپانیایی است. از جمله فیلم‌هایی که وی در آنها بازی کرده‌است، می‌توان به فیلم حرامزاده‌های لعنتی و کاپیتان آمریکا: جنگ داخلی اشاره کرد.

## فیلم‌شناسی

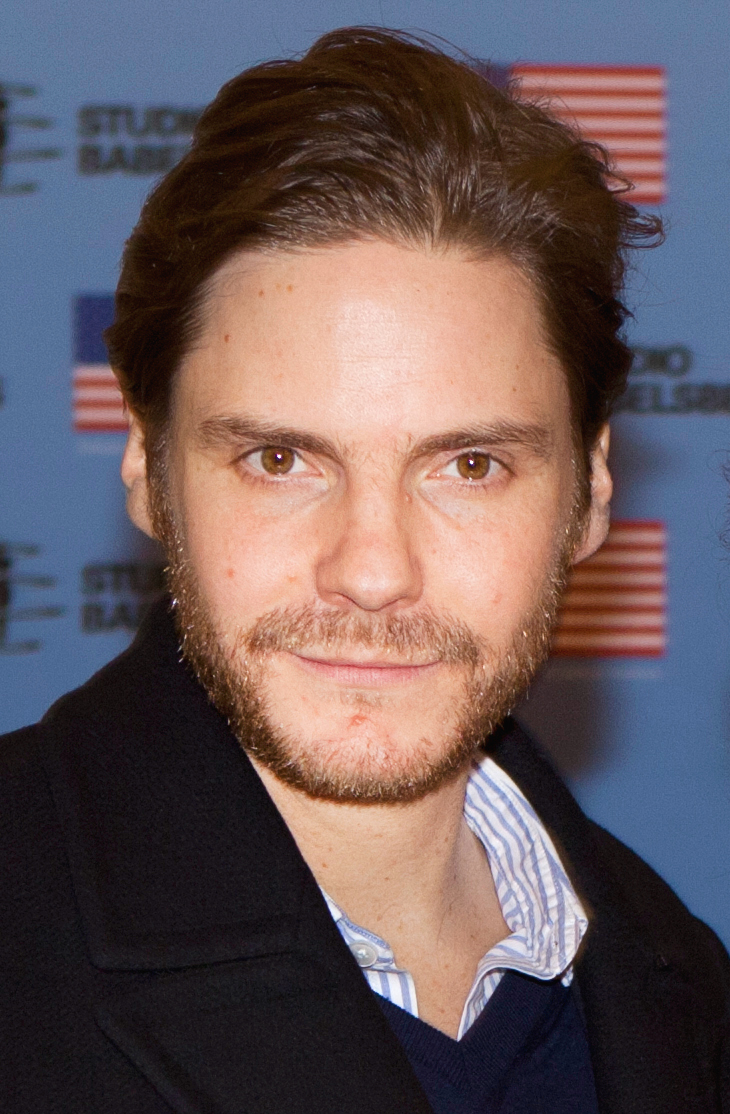
دنیل برول در ۲۰۱۵

فهرست فیلم‌هایی که دانیل برول در آنها به ایفای نقش پرداخته‌است:
- حرامزاده‌های لعنتی
- دسته پنجم
- خداحافظ لنین
- شتاب
- زنی با لباس طلایی رنگ
- سوخته
- کاپیتان آمریکا: جنگ داخلی
- جان رابه
- سالوادور
- محموله
- کنتس
- تحت تعقیب‌ترین مرد
- صورت یک فرشته
- تنها در برلین
- موفقیت‌های پیاپی
- کلنیا
- عمیقاً
- مربیان
- در ترانزیت
- کینگزمن
- زویی من
- فالکون و سرباز زمستان
- سیستم سرگرمی خراب است